# Yantai
Yantai, tidigare även känd som Chefoo, är en kuststad på prefekturnivå i Shandong-provinsen i Kina. Den ligger omkring 340 kilometer öster om provinshuvudstaden Jinan. Staden är idag den viktigaste fiskeristaden i den nordöstra delen av Shandonghalvön och ett viktigt ekonomiskt center.

## Historia
Efter Kinas nederlag i det andra opiumkriget 1856-60 blev Yantai en fördragshamn, känd under namnet Chefoo, vilket egentligen är en ö utanför staden, vars namn numera skrivs Zhifu.

## Administrativ indelning
Yantai består av fyra stadsdistrikt, ett härad och sju städer på häradsnivå:
- Stadsdistriktet Zhifu (芝罘区), 174 km², cirka 640 000 invånare (2001);
- Stadsdistriktet Fushan (福山区), 706 km², cirka 340 000 invånare (2001);
- Stadsdistriktet Laishan (莱山区), 258 km², cirka 160 000 invånare (2001);
- Stadsdistriktet Muping (牟平区), 1 589 km², cirka 480 000 invånare (2001);
- Häradet Changdao (长岛县), 56 km², cirka 50 000 invånare (2001), huvudort: köpingen Nanchangshan (南长山镇) (sedan 2020 del av Penglai)
- Staden Qixia (栖霞市), 2 016 km², cirka 660 000 invånare (2001);
- Staden Haiyang (海阳市), 1.881,6 km², cirka 690 000 invånare (2001);
- Staden Longkou (龙口市), 893 km², cirka 620 000 invånare (2001);
- Staden Laiyang (莱阳市), 1 732 km², cirka 890 000 invånare (2001);
- Staden Laizhou (莱州市), 1 878 km², cirka 870 000 invånare (2001);
- Staden Penglai (蓬莱市), 1 129 km², cirka 480 000 invånare (2001);
- Staden Zhaoyuan (招远市), 1 433 km², cirka 580 000 invånare (2001).

## Klimat
Genomsnittlig årsnederbörd är 747 millimeter. Den regnigaste månaden är juli, med i genomsnitt 283 mm nederbörd, och den torraste är januari, med 11 mm nederbörd.